# Didier Zokora
Alain Didier Zokora-Déguy (nascut a Abidjan, Costa d'Ivori el 14 de desembre del 1980), més conegut simplement com a Didier Zokora o Zokora, és un futbolista ivorià que actualment juga de centrecampista defensiu al Trabzonspor de la lliga turca. Zokora, també juga per la selecció de Costa d'Ivori des de l'any 2000.

## Palmarès

### Sevilla FC
- Copa del Rei (2009-10)